# Paolo Ricca (attore)
Paolo Ricca (Contessa Entellina, 12 dicembre 1975) è un attore italiano.

## Biografia
Dopo aver iniziato la carriera artistica a teatro, comincia a recitare in diverse fiction televisive. Nel 2002 è fra i personaggi principali della soap opera di Rai 1 Cuori rubati. Negli anni successivi recita in numerose serie e miniserie Rai e Mediaset, ma anche in film cinematografici. In particolare prende parte a diversi biopic come Cesare Mori - Il prefetto di ferro, Il caso Enzo Tortora - Dove eravamo rimasti? e Luisa Spagnoli.
Dal 2018 al 2021 interpreta il mafioso Vito Vitale nelle tre stagioni della serie di Rai 2 Il cacciatore. 
Dalla relazione con Marzia, professionista della ristorazione, ha avuto la figlia Susy.

## Filmografia

### Televisione
- Cuori rubati, soap opera, Rai 1 (2002-2003)
- Distretto di Polizia 5, serie tv, Canale 5 (2005)
- Il capo dei capi, serie tv, Canale 5 (2007)
- R.I.S. - Delitti imperfetti 4, serie tv, Canale 5 (2008)
- Squadra antimafia - Palermo oggi, serie tv, Canale 5 (2009)
- I delitti del cuoco, serie tv, Canale 5 (2010)
- Come un delfino, serie tv, Canale 5 (2011-2013)
- Cesare Mori - Il prefetto di ferro, miniserie tv, Rai 1 (2012)
- Il caso Enzo Tortora - Dove eravamo rimasti?, miniserie tv, Rai 1 (2012)
- I segreti di Borgo Larici, miniserie tv, Canale 5 (2014)
- Questo è il mio paese, miniserie tv, Rai 1 (2015)
- Luisa Spagnoli, miniserie tv, Rai 1 (2016)
- Maltese - Il romanzo del Commissario, miniserie tv, Rai 1 (2017)
- Il cacciatore, serie tv, Rai 2 (2018-2021)
- Nero a metà, serie tv, Rai 1 (2019)
- Maria Corleone, serie tv, Canale 5 (2023)

### Cinema
- Tre metri sopra il cielo, regia di Luca Lucini (2004)
- Ho voglia di te, regia di Luis Prieto (2007)
- 20 sigarette, regia di Aureliano Amadei (2009)
- La primavera della mia vita, regia di Zavvo Nicolosi (2023)